# Мазуччи, Агостино
 Агостино Мазуччи (итал. Agostino Masucci; 29 августа 1690, Рим — 19 октября 1758, Рим) — итальянский живописец и рисовальщик академического направления римской школы.

## Биография
Художник родился в Риме, в семье Франческо и Маргариты Симонетти, фамилию «Massucci» позднее изменил на «Masucci». Учился живописи с раннего возраста у Андреа Прокаччини, а затем у Карло Маратта, вероятно, с 1706 года, уже в классах Академии Святого Луки.
Под руководством Карло Маратта художник принимал участие в реставрации росписей Лоджий Рафаэля в Ватикане. После смерти учителя в 1713 году Мазуччи стал одним из главных живописцев академического классицизма в Риме. Покровителем Мазуччи был Папа римский Бенедикт XIV. В 1724 году Агостино Мазуччи стал членом Академии Святого Луки, в 1736—1738 годах был директором Академии, с 1735 года — регентом конгрегации «Папская академия литературы и изящных искусств виртуозов в Пантеоне» (слово «virtuoso» означает — добродетельный, доблестный).
В 1720—1730-х годах Мазуччи — крупнейший мастер переходного стиля от барокко до зарождающегося неоклассицизма в Риме. В 1721 году Мазуччи написал портрет новоизбранного Папы Иннокентия XIII. Среди его заказчиков были префект Апостольского дворца в Ватикане Никколо дель Джудиче, маркиз Джироламо Русполи, представители знатных семейств Роспильози, Корсини. Одна из первых работ художника — две алтарные картины на сюжеты из жизни святого Венанцио для капеллы римской церкви Сан Венанцио (теперь находится в церкви Санти-Фабиано-э-Венанцио) — была заказана маркизом Джироламо Русполи.
В 1730—1740-х годах Мазуччи много работал в жанре портретной живописи, развивая традиции парадного портрета Карло Маратта. Наряду с Франческо Тревизани и Помпео Батони, писал портреты знатных заказчиков, совершавших Гран-тур по Италии, так называемые «портреты гран-тура», запечатлевая их на фоне известных архитектурных памятников.
Мазуччи успешно работал в течение десятилетия понтификата Климента XII (1730—1740). Вместе с Джованни Баттиста Питтони, Себастьяно Конка и Франческо Монти написал серию исторических полотен для Королевского дома Савойи. Писал алтарные картины для римских церквей. В 1744 году Мазуччи было поручено сделать копию картины «Преображение» Рафаэля для перевода в мозаику, предназначенную для собора Святого Петра.
С конца 1742 года Агостино Мазуччи участвовал в оформлении капеллы Святого Духа и Святого Иоанна Крестителя для церкви Сан-Рокко в Лиссабоне по заказу короля Португалии Жуана (Хуана) V, который считал его своим любимым художником.
Агостино Мазуччи был наставником живописцев Стефано Поцци, Иоганна Цоффани, Гэвина Гамильтона, Помпео Батони.
Агостино Мазуччи умер в Риме 19 октября 1758 года. Его сын Лоренцо Мазуччи (? — 1785) также был живописцем академического направления, в 1759 году избран почётным членом Академии Святого Луки.

## Галерея

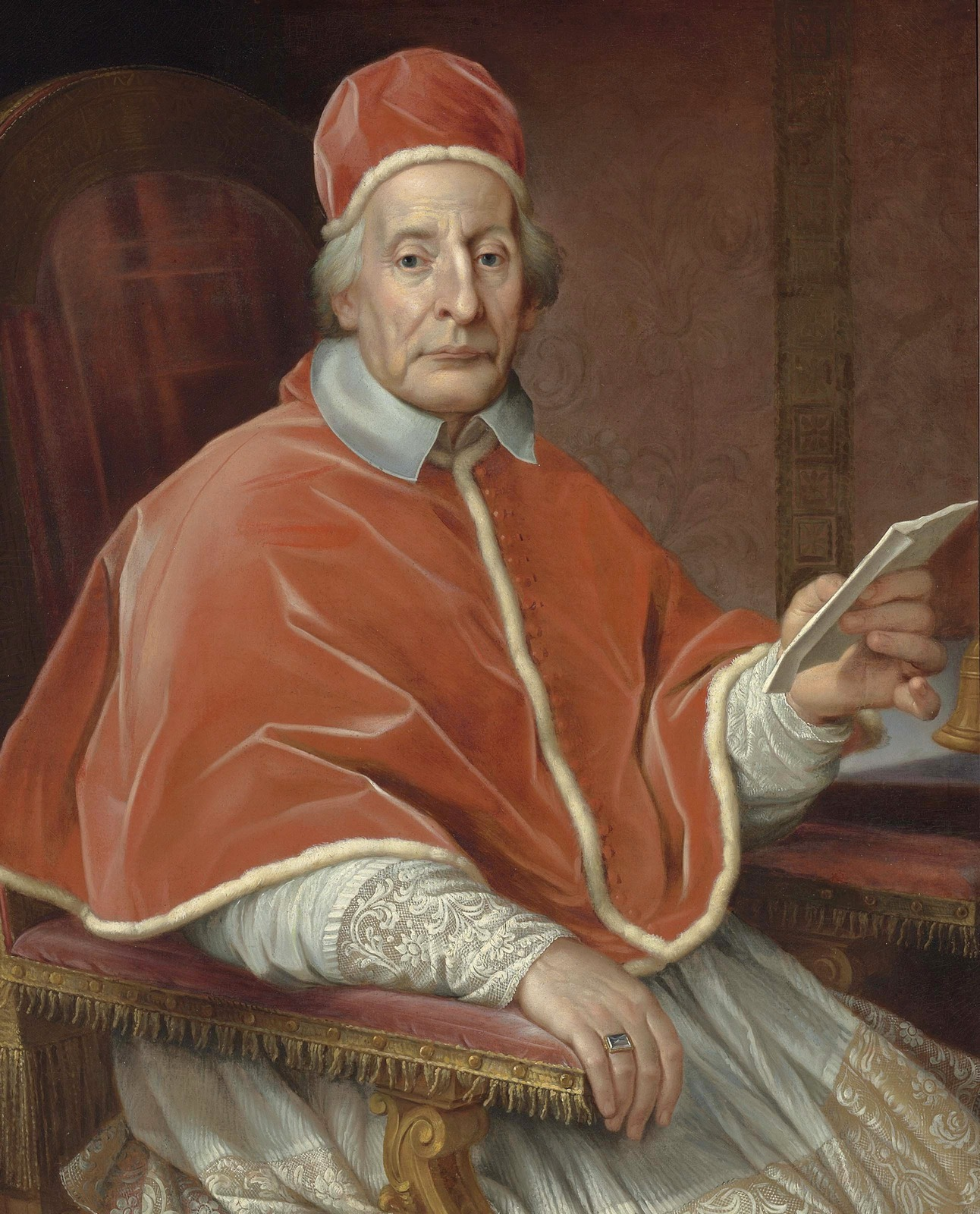
Портрет Папы Клемента XII. Около 1730 г. Частное собрание
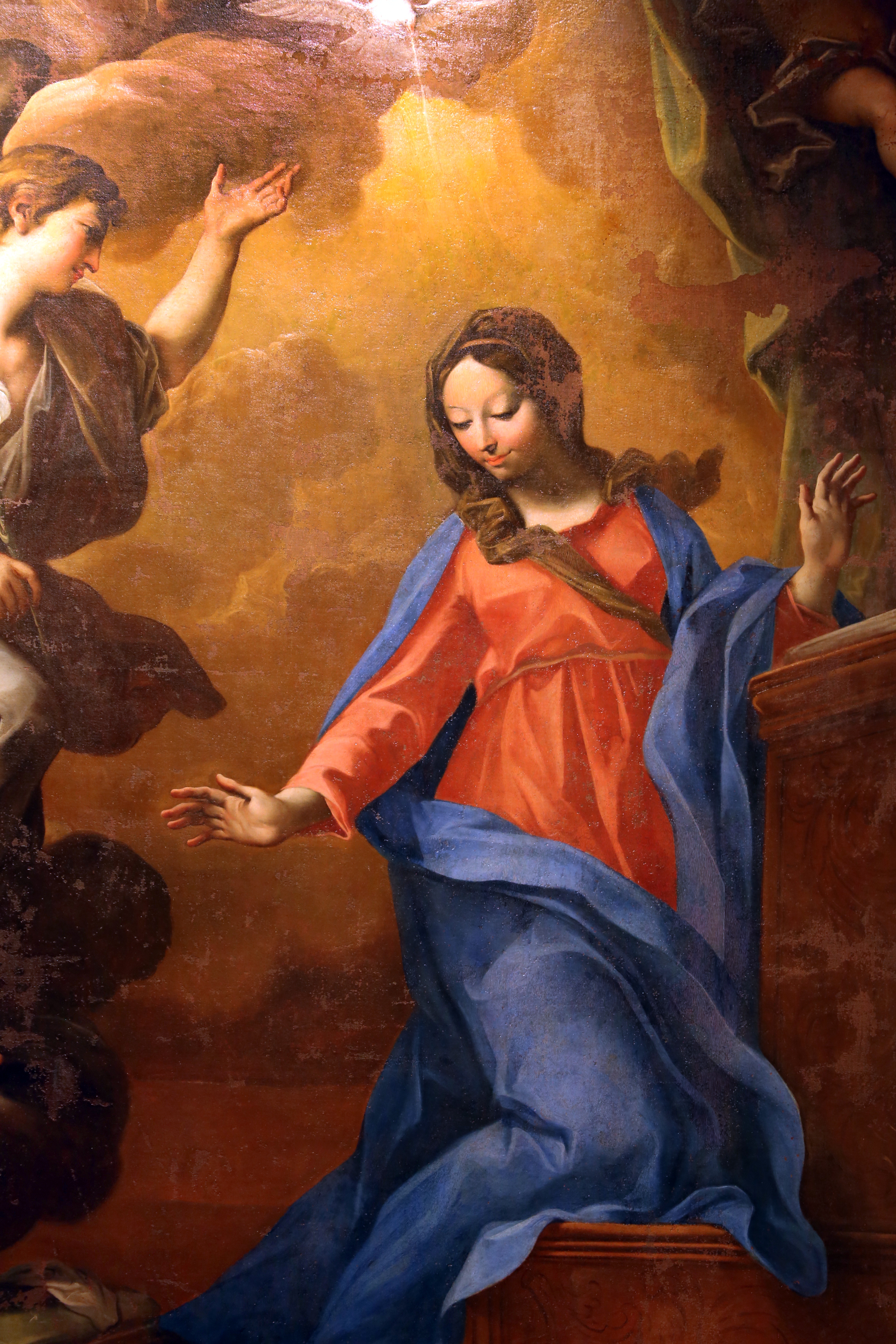
Благовещение. Ок. 1750 г. Терни, Музей собора
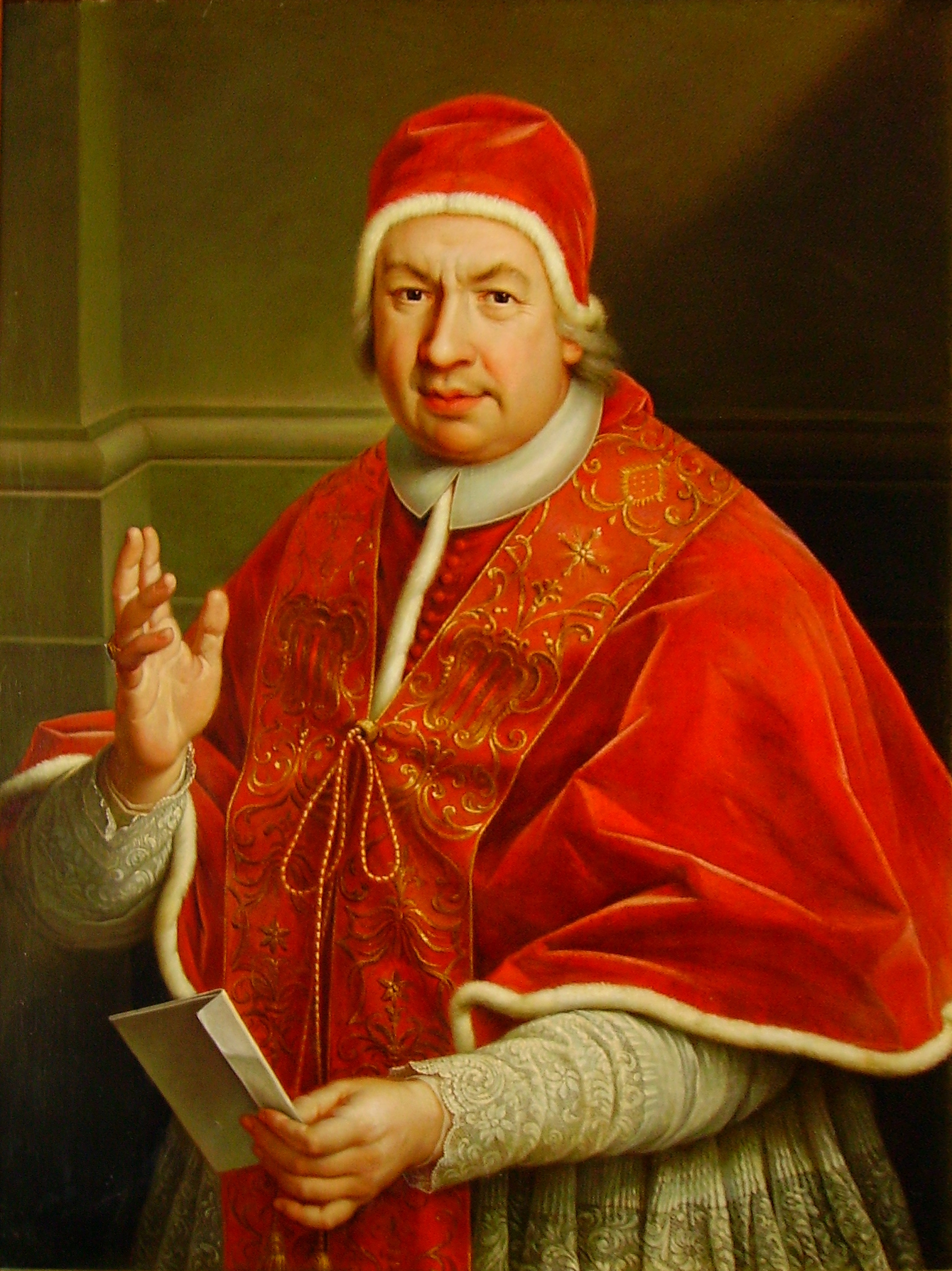
Портрет Папы Бенедикта XIV. Ок. 1745. Варшава, Королевский дворец
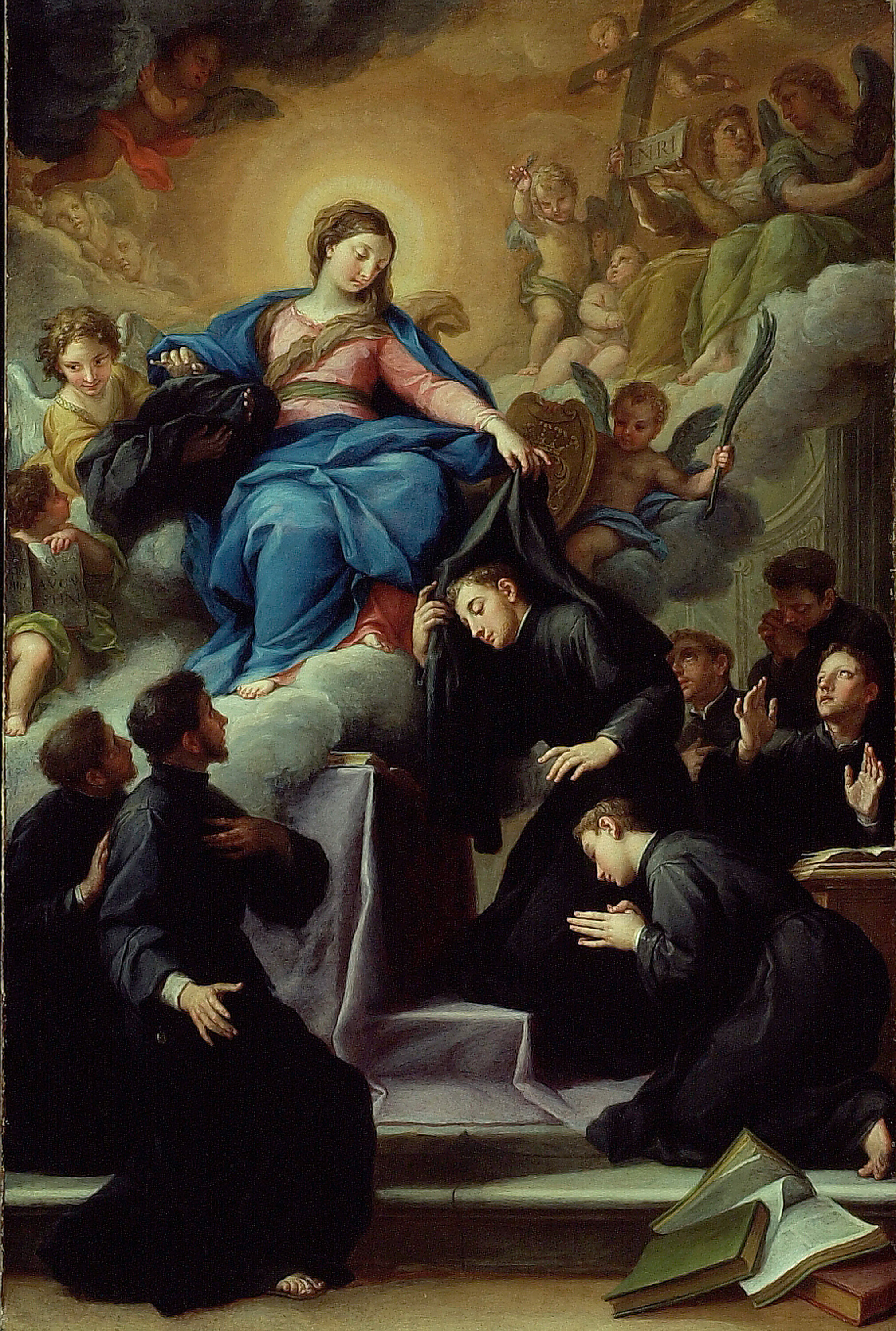
Мадонна и семь основателей Ордена сервитов. Чикаго, Институт искусств
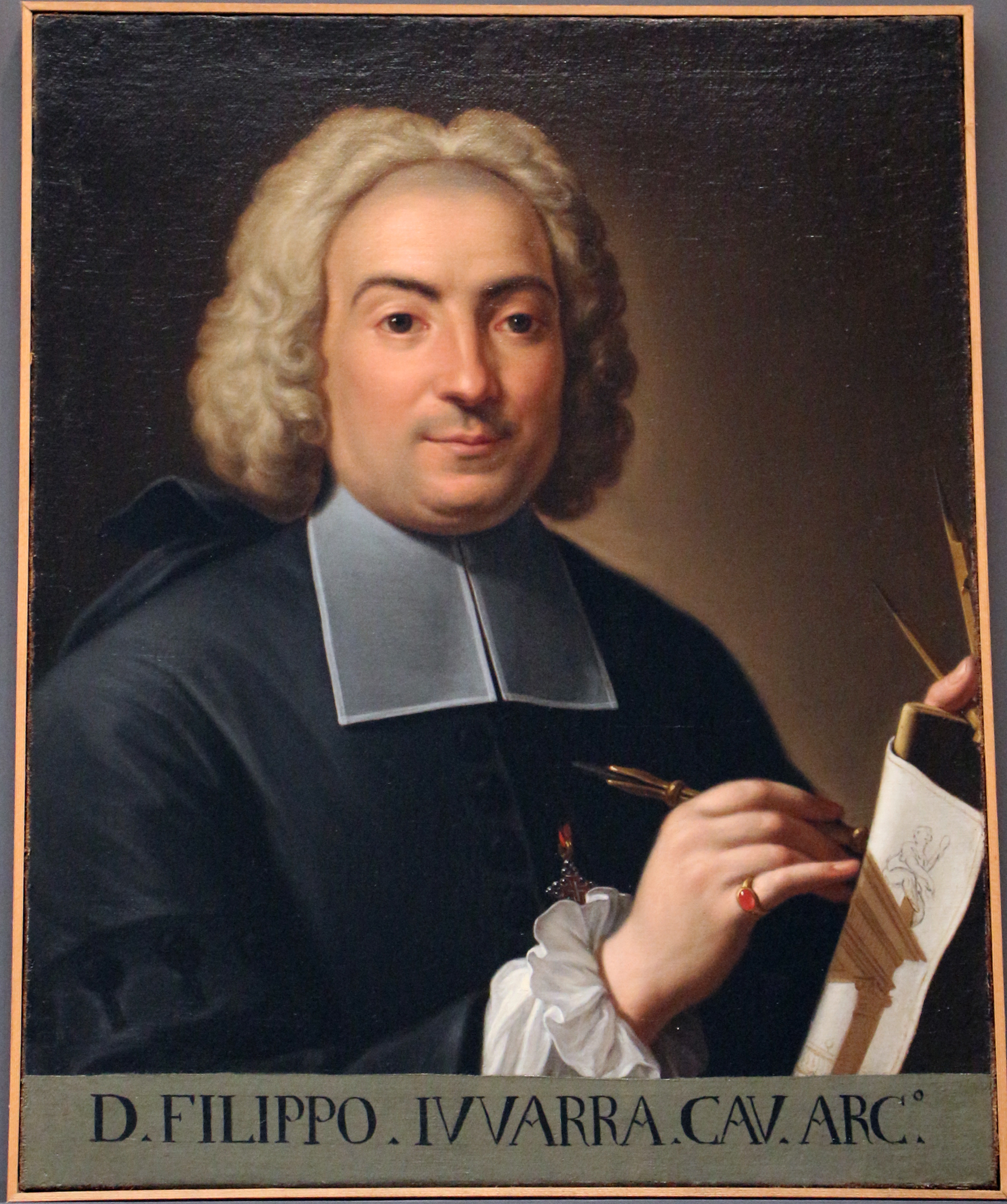
Портрет архитектора Ф. Юварры. Рим, Академия Святого Луки